# Rolf Nordhagen
Rolf Nordhagen, född 21 oktober 1894 i Kristiania, död 8 mars 1979, var en norsk botaniker. Han var son till Johan Nordhagen.
Nordhagen blev student 1912, avlade ämbetsexamen 1918, var assistent vid botaniska trädgården i Kristiania 1915–20 och därefter universitetsstipendiat i botanik. Han blev dr.phil. 1922 på avhandlingen Kalktufdannelser i Gudbrandsdalen. Han företog studieresor i Skandinavien, Centraleuropa och medelhavsländerna 1919–23. Han var professor i systematisk botanik och växtgeografi vid Bergens museum 1925-1945 och Universitetet i Oslo 1946-1965. 
Nordhagen studerade särskilt Norges flora och vegetationens utveckling sedan istiden, varom han förutom doktorsavhandlingen utgav flera arbeten, bland annat (i samarbete med schweizeren H. Garns) Postglaziale Klimaänderungen und Erdkrustenbewegungen in Mitteleuropa (1923), den stora växtgeografiska monografin Die Vegetation und Flora des Sylenegebietes (band I, 1927; band II, 1928).
Nordhagen invaldes som ledamot av Videnskabsselskabet i Kristiania 1923 och som utländsk ledamot av svenska Vetenskapsakademien 1956.